# Anthostomella fuegiana
Anthostomella fuegiana är en svampart som beskrevs av Speg. 1888. Anthostomella fuegiana ingår i släktet Anthostomella och familjen kolkärnsvampar.   Inga underarter finns listade i Catalogue of Life.